# Atlantis II
Atlantis II (conosciuto come Beyond Atlantis in Nord America) è un'avventura grafica fantasy per PC, sviluppata dalla Cryo Interactive e pubblicata dalla Dreamcatcher Interactive nel 1999. Si tratta di un sequel di Atlantis: The Lost Tales del 1997, benché rispetto al suo predecessore, non sia interamente basato sulla storia di Atlantide. Il titolo ha avuto un ulteriore seguito, intitolato Atlantis III: The New World e pubblicato nel 2001.